# Zhejiangosaurus
Zhejiangosaurus là một chi khủng long, được Lü Jin X. Sheng Li Y. H. Wang G. P. & Azuma mô tả khoa học năm 2007.